# Acacius
Acacius war im römischen Reich ein Cognomen.

## Herkunft und Bedeutung
Siehe Achatius.

## Varianten
- Achatius
- georgisch Akaki
- griechisch Akakios

## Namensträger
- Acacius von Apamea (auch Achatius), Märtyrer
- Akakios Agathangelos (3. Jahrhundert), Bischof von Antiochia
- Akakios (Redner) (4. Jahrhundert), Redner, epischer Dichter und römischer Beamter; Konkurrent und Bekannter des Libanios
- Acacius von Caesarea († 366/67), Bischof von Caesarea
- Acacius von Beröa († nach 432), Bischof von Aleppo
- Akakios von Melitene († nach 437), Bischof von Melitene
- Acacius von Antiochia († 461), Patriarch von Antiochia
- Akakios von Konstantinopel († 489), Patriarch von Konstantinopel